# Friedrich Deckel

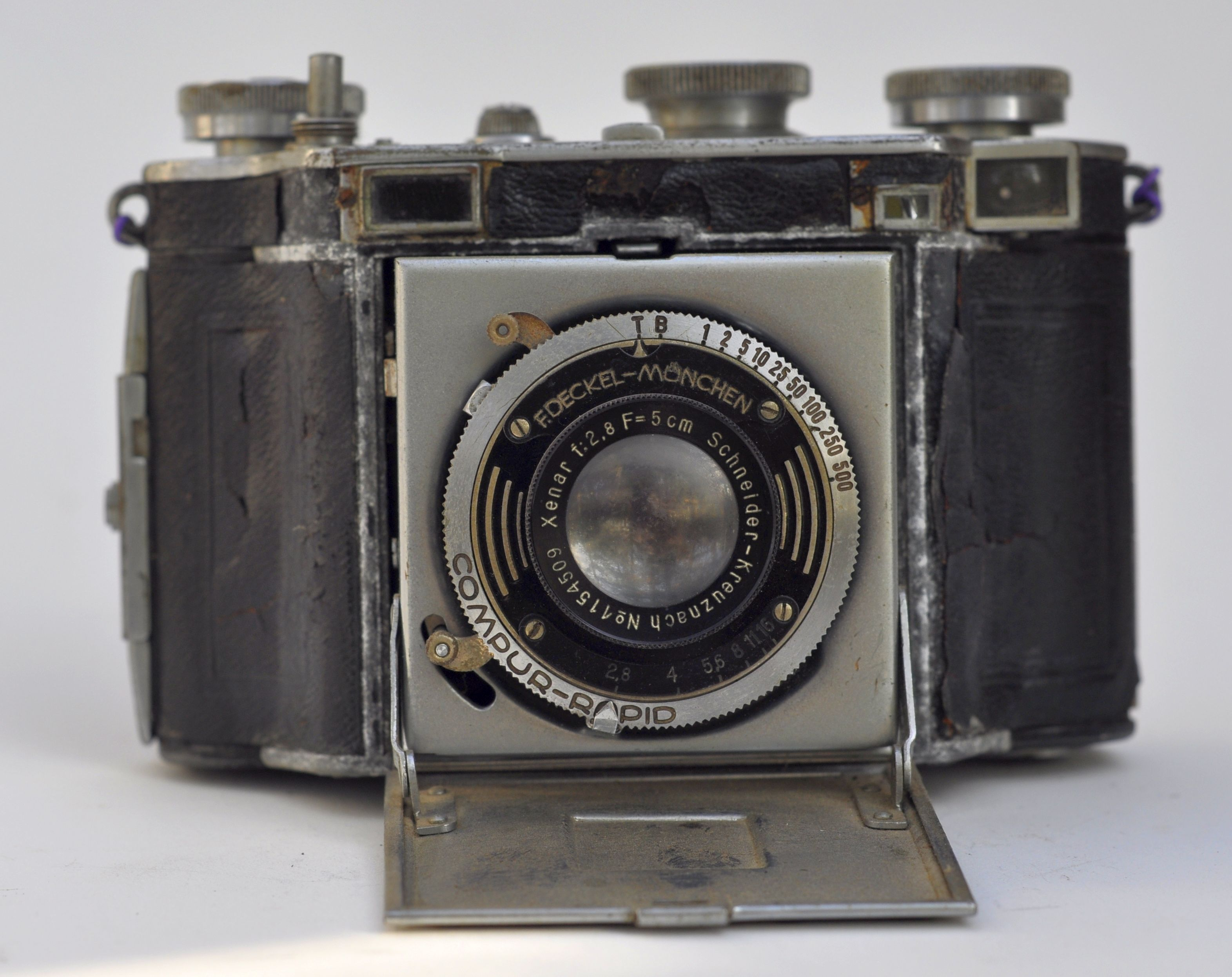
Certo-Kamera Dollina III: „F. Deckel – München“

Die Friedrich Deckel AG war einer der größten deutschen Hersteller von Kameraverschlüssen und Werkzeugmaschinen. Ansässig war das Unternehmen in München in der Plinganserstraße 150 im Stadtbezirk Thalkirchen-Obersendling-Forstenried-Fürstenried-Solln.

## Unternehmensgeschichte
Der aus Jungingen stammende Feinmechaniker Friedrich Wilhelm Deckel (1871–1948)
arbeitete ab 1889 als Labormechaniker bei Zeiss in Jena unter persönlicher Anleitung durch Ernst Abbe, einen der Mitbegründer des Unternehmens. Ende 1898 machte Deckel sich mit einer Mechanikerwerkstatt selbstständig und gründete 1903 gemeinsam mit dem Erfinder Christian Bruns in München die Firma Bruns & Deckel. Bruns entwickelte den Compound-Zentralverschluss, den das Unternehmen ab 1904 herstellte und vermarktete. Bereits 1905 schied Bruns aus der Gesellschaft wieder aus, entwickelte allerdings weiterhin Verschlüsse für Kameras. Friedrich Deckel wurde so Alleininhaber des nunmehr als Friedrich Deckel GmbH firmierenden Unternehmens.
Die Firmen Carl Zeiss, Bausch & Lomb und Alfred Gauthier wurden 1910 Mitgesellschafter. 1911 erwarb Carl Zeiss von Christian Bruns die Patente für den neuen Compur-Verschluss. Zeiss ließ den Verschluss von Deckel in Lizenz herstellen. Der Compur-Verschluss verfügte über ein neuentwickeltes Räderhemmwerk für langsame Belichtungszeiten.
Friedrich Deckels eigener Bedarf an hochpräzisen Werkzeugmaschinen für die Feinmechanik und den Formenbau wurde größtenteils durch Deckel selber gedeckt. Solche Spezialmaschinen waren zu dieser Zeit kaum käuflich zu erwerben und wurden daher von Deckel selber entworfen und hergestellt. Dies führte 1911 zu dem Entschluss, die selbst gefertigten Maschinen auch den mit Deckel verflochtenen Unternehmen der Kamera- und Optikindustrie in München anzubieten. Deckel lieferte Maschinen und Verschlüsse zunehmend auch an weitere namhafte Kamerahersteller, wie zum Beispiel das Agfa Camerawerk in München. Aus dem Nebengeschäft Spezialmaschinenbau wurde im Lauf der Jahre das Kerngeschäft des Unternehmens.
Im Jahr 1912 führte die Friedrich Deckel GmbH als erstes Unternehmen in München den Achtstundentag ein, 1914 schließlich hatte das Unternehmen bereits 500 Beschäftigte.
Ab 1924 fertigte Deckel auch Einspritzpumpen für Diesel- und Benzinmotoren, wie auch für den ab 1940 gebauten Flugmotor BMW 801.
Anfang der 1950er-Jahre entwarf Deckel das Konzept der Light Value Scale (LVS), auch bekannt als Exposure Value Scale (EVS), und propagierte darauf abgestimmte Lichtwert-gekoppelte Verschlüsse als übergreifenden Standard. Solcherart Verschlüsse wurden ab 1954 von Rollei, Hasselblad, Voigtländer, Braun, Kodak und anderen eingesetzt, zum Teil in Verbindung mit einer ebenfalls auf Deckel zurückgehenden Objektivschnellwechselfassung, dem sogenannten Deckel- oder DKL-Bajonett in verschiedenen mechanisch leicht zueinander inkompatiblen Varianten. Das Lichtwert-Prinzip wurde 1960 auch vom amerikanischen APEX-System aufgegriffen.
1953 beschäftigte das Unternehmen 3000 Mitarbeiter und konzentrierte sich ab Ende der 1950er-Jahre zunehmend auf den Werkzeugmaschinenbau. Besonders die Fräsmaschinen der FP-Reihe, insbesondere die FP1, erlangten Weltruhm als universelle, hochpräzise und hervorragend verarbeitete Maschinen. Das mehr als umfassende Zubehörprogramm und die offene Konstruktion der FP1, die eine Anpassung an nahezu alle Fertigungsaufgaben ermöglichte, trug zur weiten Verbreitung dieser Fräse sowohl im Versuch- und Werkzeugbau als auch in der Fertigung bei.
1961 benannte sich das Unternehmen in Compur-Werk GmbH & Co. um.
Bis 1972 war das nun als Friedrich Deckel Präzisionsmechanik und Maschinenbau KG firmierende Unternehmen viertgrößter Hersteller von Werkzeugmaschinen in Westdeutschland. Im selben Jahr wurde das Unternehmen in die Friedrich Deckel Aktiengesellschaft umgewandelt.
Die Produktion von Kamera-Verschlüssen wurde bis auf wenige Varianten für Hasselblad-Kameras mit Zeiss-Objektiv 1973 eingestellt, 1976 schließlich gänzlich. Die Produktion der Verschlüsse übernahm das Prontor-Werk von Alfred Gauthier in Calw.
1993 verschmolz die Deckel AG mit der Maho AG zur Deckel Maho AG
1994 übernahm Gildemeister die in Konkurs geratene Deckel Maho AG, führte deren Fräsmaschinenkonzept weiter und firmierte danach unter dem Namen DMG (Deckel Maho Gildemeister).
Ab 2009 führte eine Kooperation und Kreuzbeteiligung mit dem japanischen Werkzeugmaschinenhersteller Mori Seiki zur Umbenennung in DMG Mori AG. 2015 erwarb Mori Seiki die beherrschende Mehrheit an der DMG Mori AG.

## Bedeutende Kameraverschlüsse
- 1904 – Compound, Zentralverschluss
- 1905 – Compound, Zentralverschluss mit Luftbremse
- 1911 – Compur, Zentralverschluss mit neuartigem Räderhemmwerk
- 1928 – Compur V, Zentralverschluss mit Vorlaufwerk (Selbstauslöser)
- 1951 – Synchro-Compur, Zentralverschluss mit Blitzsynchronisation für X und M